# Chiến dịch Husky
Chiến dịch Husky là một cuộc xâm lược của phe đồng minh ở Sicilia, là một trong những chiến dịch lớn trong Chiến tranh thế giới thứ hai, khi phe Đồng Minh đã giành lại đảo Sicilia, từ Phát xít Ý và Đức quốc Xã. Đây là cuộc tác chiến lớn trên mặt đất và trên không, tiếp đó là một chiến dịch kéo dài sáu tuần và là khởi đầu của Chiến dịch Ý.

## Bối cảnh lịch sử
Những thất bại liên tiếp của quân đội Ý trên các mặt trận Bắc Phi và Liên Xô đã đưa chính quyền phát xít Benito Mussolini đến khủng hoảng trong mùa thu năm 1943. Người Ý càng lúc càng tin rằng Adolf Hitler đang thao túng Benito Mussolini và vận mệnh nước Ý đang bị phó mặc cho Đệ tam Đế chế Đức. Khi Benito Mussolini yêu cầu đưa quân Ý từ chiến trường Nga về phòng thủ nước họ, Adolf Hitler lại dốc thêm nhiều đơn vị quân Đức vào lãnh thổ Ý. Dưới sự thống lĩnh của Thống chế Tư lệnh Chiến trường phía Nam Albert Kesselring, quân đội Đức đã được bố trí rải rác trên khắp Sicily và bán đảo Ý.

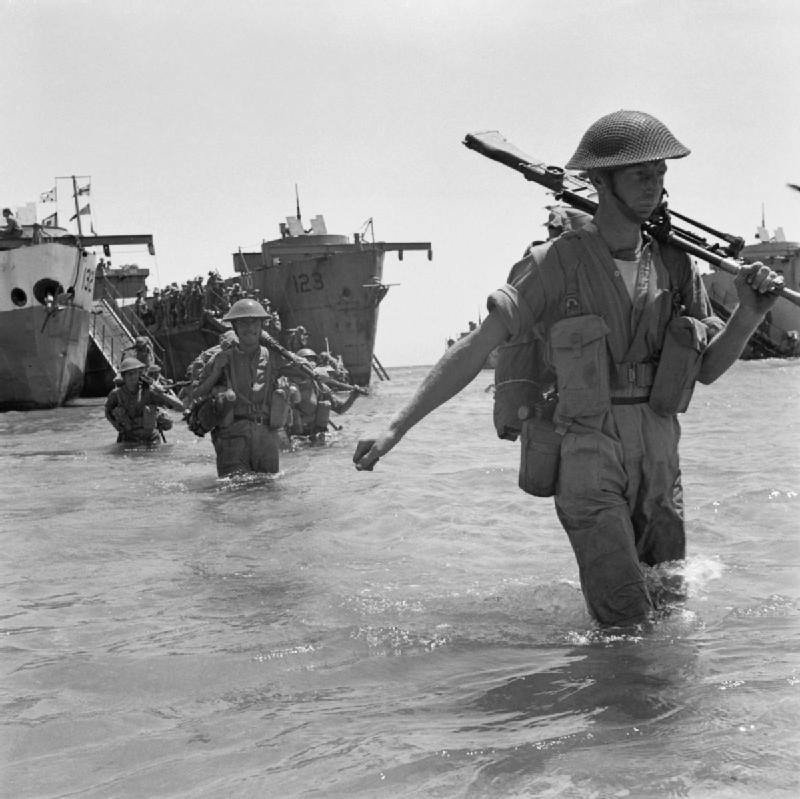
Lính Anh đổ bộ vào Sicily ngày 10 tháng 7 năm 1943.

## Ý đồ quân sự của pheĐồng Minh

### Các kế hoạch

#### Tấn công
Ngày 14 tháng 1 năm 1943, tại Casablanca, Maroc, Thủ tướng Anh Winston Churchill và Tổng thống Mỹ Franklin D. Roosevelt cùng với phái đoàn của mình thảo luận về chiến lược và nghiên cứu giai đoạn tiếp theo của Chiến tranh thế giới thứ hai. Tham dự hội nghị còn có hai lãnh đạo của chính phủ Pháp đang sống lưu vong, tướng Charles de Gaulle và tướng Henri Giraud - những người đã được đảm bảo về một nước Pháp thống nhất sau chiến tranh. Hội nghị Casablanca (không có mặt nhà lãnh đạo Iosif Vissarionovich Stalin của Liên Xô) ghi dấu sự kiện lần đầu tiên một vị tổng thống rời khỏi đất Mỹ trong thời chiến.
Lúc đầu, lãnh đạo các nước Đồng minh tập trung vào kế hoạch phá hủy các tàu ngầm U-boat của Đức tuần tra ở Đại Tây Dương và Địa Trung Hải. Roosevelt và Churchill đã cho rằng, khi chiến cuộc xoay chuyển, các nước Đồng minh sẽ chỉ chấp nhận phe Trục đầu hàng vô điều kiện. Và yết hầu của phe Trục khi ấy là đảo Sicily. Để đổ bộ lên đảo Sicily của Ý. Đại diện của Pháp ra lời "thỉnh cầu" Anh-Mỹ không ném bom các căn cứ tàu ngầm Đức ở trên lãnh thổ Pháp để tránh cho dân Pháp bớt đổ máu, nước Pháp thoát cảnh đổ nát nhưng không được hội nghị chấp thuạn mà chỉ đồng ý cho rải truyền đơn cảnh báo nguy hiểm trước mỗi cuộc không kích. Hội nghị Casablanca được tiến hành hoàn toàn trong bí mật. Dù một số tờ báo đã biết về cuộc gặp gỡ, nhưng họ đã không đưa tin, mãi cho đến khi những người tham gia rời Maroc vào ngày 27 tháng 1 năm 1943.
Kế hoạch của chiến dịch Husky là kêu gọi cả hai đội quân cùng tấn công trên đảo Sicily, một cánh quân đổ bộ phía đông nam và một cánh quân tấn công ở trung tâm bờ biển phía nam. Cuộc tấn công được hỗ trợ hỏa lực, đánh bom, phòng thủ và không trợ trực diện bởi lực lượng không quân. Như vậy, cuộc tấn công này yêu cầu sự chỉ huy thông minh, kết hợp với lục quân, hải quân, không quân. Tổng tư lệnh là Đại tướng Dwight D. Eisenhower, cũng là Tổng tư lệnh của phe Đồng Minh ở Bắc Phi. Đại tướng Harold Alexander làm phó chỉ huy và là người chỉ huy Đội quân thứ 15. Thiếu tướng người Mỹ Walter Bedell Smith được bổ nhiệm làm tổng tham mưu trưởng. Tổng chỉ huy của lực lượng hải quân là đô đốc người Anh Andrew Cunningham.
Ngoài ra, để chuẩn bị cho chiến dịch, Chính quyền Hoa Kỳ đã tìm đến Lucky Luciano và Mafia hỗ trợ. Việc sử dụng Lucky Luciano có lý vì nhiều lý do. Mafia luôn là cái gai trong mắt Nhà độc tài Italy Benito Mussolini và đã tiến hành chiến dịch trấn áp dã man. Điều quan trọng hơn là Lucky Luciano và các cộng sự của hắn có nhiều mối liên hệ tại đảo Sicilia vốn có thể cung cấp cho Hoa Kỳ những thông tin quan trọng và hỗ trợ hậu cần cần thiết cho cuộc xâm chiếm.
Theo báo cáo của Hội đồng tham mưu trưởng liên quân, việc sử dụng các mối liên hệ ở Sicilia là nhiệm vụ trước tiên cho cuộc xâm chiếm. Báo cáo này có đoạn khuyến nghị: "Thiết lập mối liên lạc với thủ lĩnh các nhóm hạt nhân ly khai, các nhóm cực đoan hoạt động mật, và những người lao động bất mãn, mafia và cung cấp cho họ mọi hỗ trợ có thể".
Chính phủ Hoa Kỳ đã yêu cầu các cộng sự mafia cung cấp các bản vẽ và hình ảnh về đường bờ biển và các bến cảng của đảo Sicilia. Những thông tin này được sử dụng để lập kế hoạch đổ bộ của quân Đồng minh vào đêm 9 tháng 7 năm 1943.

#### Kế hoạch nghi binh Thịt băm - Mincemeat
Để thực hiện mục tiêu tình báo, cơ quan tình báo Anh đã tận dụng lấy các ý tưởng "kỳ quặc" từ thông điệp của Ian Fleming (cha đẻ của nhân vật James Bond) và tiến hành kế hoạch nghi binh mang tên Thịt băm - Mincemeat nhằm khiến phe Phát xít tưởng rằng lực lượng Đồng minh sẽ tiến chiếm Hy Lạp thay vì đảo Sicilia.

### Binh lực
Lục quân của phe Đồng Minh từ Mỹ, Anh, Canada được cấu thành hai lực lượng đặc nhiệm. Đội đặc nhiệm Phía Đông (hay còn gọi là đội đặc nhiệm 545) được chỉ huy bởi đại tướng Bernard Montgomery, bao gồm Tập đoàn quân số 8 (Anh) (gồm hệ thống lực lượng viễn chinh đầu tiên của Canada). Đội đặc nhiệm Phía Tây (đội đặc nhiệm 343) gồm Tập đoàn quân số 7 của Hoa Kỳ được chỉ huy bởi Trung tướng George S. Patton. Hai chỉ huy này đã bầu Harold Alexander làm chỉ huy của Đội quân thứ 15.

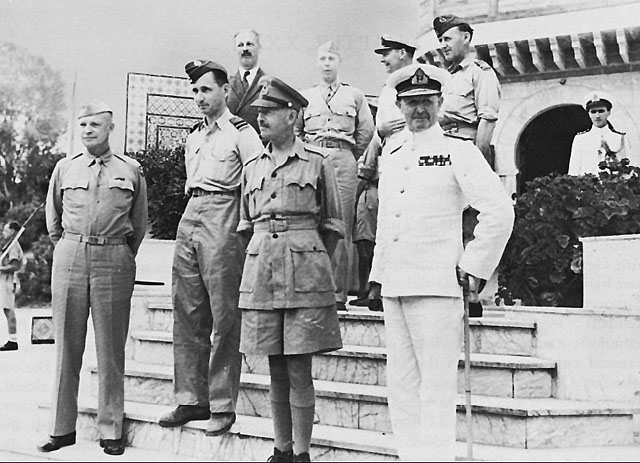
Các nhà lãnh đạo của phe Đồng Minh trong chiến dịch Sicily. Tướng Eisenhower trong cuộc gặp ở Bắc Phi cùng: Ngài Arthur Tedder - chỉ huy không quân, tướng Harold R. L. G. Alexander, đô đốc Andrew B. Cunningham (phía sau, theo thứ tự từ trái sang phải) và (phía trước): Ngài Harold Macmillan, thiếu Tướng W. Bedell Smith, và một sĩ quan người Anh.

Tập đoàn quân số 7 của Hoa Kỳ bao gồm ba sư đoàn bộ binh, được tổ chức theo Thủy quân lục chiến Hoa Kỳ  dưới quyền chỉ huy của Thiếu tướng Omar Bradley. Các sư đoàn thứ nhất và thứ ba khởi hành từ bến cảng ở Tunisia, trong khi sư đoàn thứ 45 khởi hành từ Hoa Kỳ, đi qua Oran, Algeria. Sư đoàn thiết giáp thứ hai của Mỹ cũng vượt biển từ Oran, đóng vai trò như một đội quân dự bị được đưa vào chiến đấu. Vào ngày 15 tháng 7 năm 1943, George S. Patton tái tổ chức lại quân đoàn của ông thành hai đội quân bằng cách tạo ra trụ sở của một của đội quân lâm thời mới, được điều hành bởi phó chỉ huy của George S. Patton: Geoffrey Keyes.

## Diễn biến
Chiến dịch Husky mở màn đêm ngày 9 tháng 7 rạng sáng ngày 10 tháng 7 năm 1943 khi tổng tư lệnh quân Đồng Minh tại Địa Trung Hải là Đại tướng Hoa Kỳ Dwight D. Eisenhower đem 180.000 quân Anh-Mỹ đổ bộ theo đường bộ và đường không lên đảo Sicilia - nơi được đóng giữ bởi 11 sư đoàn Ý thuộc Tập đoàn quân số 6 do Đại tướng Alfredo Guzzoni chỉ huy cùng một lực lượng trợ chiến Đức do Trung tướng Fridolin von Senger und Etterlin chỉ huy (gồm Sư đoàn Bộ binh Cơ giới 15 và Sư đoàn Thiết giáp Hermann Göring; sau được tăng viện bởi lực lượng không vận Đức và Quân đoàn Thiết giáp XIV của Thượng tướng Thiết giáp Hans-Valentin Hube). Dựa vào địa hình đồi núi hiểm trở, quân phe Trục đã chiến đấu ngoan cường và gây ra không ít tổn thất cho Đồng minh. Không quân Đồng minh bắt đầu oanh tạc tấn công đảo Sicily. Các đoàn tàu của quân Đồng minh tập trung ở đảo Malta để chuẩn bị cho cuộc đổ bộ lên phía nam đảo Sicily. Lữ đoàn đổ bộ đường không số 1 của Anh gồm có 137 chiếc tàu lượn và là đơn vị đổ bộ đầu tiên. Những con tàu lượn này có thể mang theo xe Jeep hoặc thậm chí là những khẩu pháo 105mm. Mục tiêu của đơn vị này là chiếm cây cầu Ponte Grande ở phía nam Syracuse. Tuy nhiên nó đã không thành công vì trong số 137 chiếc tàu lượn thì 69 chiếc rơi xuống biển làm chết 200 người, 56 chiếc khác hạ cánh cách xa mục tiêu, chỉ có 12 chiếc tàu lượn là hạ cánh đúng mục tiêu để binh lính triển khai chiếm cây cầu như đã định. Trong khi đó lính dù Mỹ gặp phải rất nhiều khó khăn vì thời tiết xấu và hỏa lực phòng không của địch rất mạnh khiến cho 2.781 lính dù bị phân tán trong khu vực có bán kính 80 km.
Những ngày sau đó, quân Đồng minh đồng loạt đổ bộ xuống 3 bãi đổ bộ chính đã định. Chiến thuật "từ trong đánh ra, từ ngoài đánh vào" đã hết sức hiệu quả khi làm quân phát xít trên đảo hiểu lầm rằng, phía bờ biển bên kia cũng đã bị chiếm và mình đang bị kẹp giữa hai cánh quân lớn.
Tuy nhiên quân phát xít đã đọc được chiến thuật của Đồng minh và chỉ huy phản công ngay lập tức, mục tiêu của chúng lúc này là cầm chân quân Đồng minh ở bờ biển nhằm cắt cầu nối giữa lực lượng đổ bộ bằng đường biển và lực lượng dù. Rất may quân Đồng minh đã chiếm được các bãi biển từ trước khi quân phát xít kịp củng cố đội hình nên việc tiếp nhận quân cũng như các trang thiết bị lên bãi biển không gặp nhiều tổn thất.
Với việc chiếm được bãi biển, một cầu tiếp vận đã được hình thành giúp xe tăng Đồng minh có thể tràn lên bờ chọc thủng hàng phòng thủ của phát xít, tiến về phía những đơn vị lính dù đang độc lập tác chiến bên trong. Tuy nhiên, phía quân phát xít cũng không hề tỏ ra kém cạnh khi sử dụng các máy bay ném bom oanh tạc các tàu vận tải nhằm chặn được tiếp vận của quân Đồng minh.
Ngày 22 tháng 7 năm 1943, quân Mỹ làm chủ cảng Palermo. Tập đoàn quân số 8 (Anh) lại tiến quân rất chậm do gặp phải sự chống cự của lính dù Đức với pháo phòng không tại vùng núi Sicilyn. Sau đó Tập đoàn quân số 8 (Anh) cũng chiếm được Catania.
Ngày 17 tháng 8 năm 1943, những chiếc xe tăng của quân Đồng minh tiến vào Catania, đây là thành phố lâu đời nhất trên Sicily, giải phóng được Catania có nghĩa là quân phát xít đã bị đẩy ra khỏi Sicily, chiến dịch Husky thành công.

## Kết quả, đánh giá và ảnh hưởng

### Kết quả
Chiến dịch Husky bắt đầu vào đêm 9 tháng 7 năm 1943 và kết thúc vào ngày 17 tháng 8 năm 1943. Chiến dịch đã đạt được các mục tiêu đặt ra; Đồng Minh đã đánh đuổi không quân, hải quân và bộ binh phe Trục ở đảo Sicily, lần đầu tiên kể từ năm 1941, các tuyến đường biển ở Địa Trung Hải được mở ra cho tàu buôn của phe Đồng Minh. Benito Mussolini đã lật đổ từ quyền lực của Ý và mở đường cho cuộc xâm lược Ý. Hitler phải hủy bỏ cuộc tấn công quan trọng tai trận Vòng cung Kursk chỉ sau một tuần, một phần để chuyển giao lực lượng cho Ý, đánh dấu sự suy giảm về sức mạnh của Đức trong chiến tranh Chiến tranh Xô-Đức.
Tuy vậy, thành công của Albert Kesselring trong việc di tản 116.723 quân nhân (54.723 quân Đức; 62.000 quân Ý), 10.016 xe chiến đấu và vận tải cùng hàng tấn tiếp tế đã khiến chiến dịch trở nên gần giống một thắng lợi rỗng tuếch của liên quân Anh-Mỹ. Bên cạnh đó, cuộc xâm chiếm Sicily đã thúc đẩy sự sụp đổ của phát xít Ý đồng thời để lại những bài học kinh nghiệm có giá trị cho Đồng Minh đổ bộ vào Tây Âu năm 1944.

### Đánh giá
Chiến dịch Husky sẽ không thu được thắng lợi như vậy nếu như không có sự trợ lực mạnh mẽ từ chiến dịch nghi binh Mincemeat - Thịt băm hết sức tinh vi do cơ quan tình báo Anh tiến hành. Đúng như dự liệu cơ quan tình báo Anh, Hitler và Bộ tư lệnh tối cao Đức quyết định điều 90.000 quân, gồm ba sư đoàn thiết giáp Panzer, tăng cường đến Hy Lạp, Sardinia và đảo Corse để đối phó với một chiến dịch quy mô lớn của quân Đồng minh bất chấp việc nhiều chỉ huy Đức và trùm phát xít Mussolini tin rằng, Sicilia là mục tiêu sắp bị tấn công. Lực lượng Hải quân Italy cũng chuyển hầu hết lực lượng của mình đến bờ biển Hy Lạp, chỉ để lại một lực lượng mỏng phòng thủ Sicilia. Kế hoạch nghi binh công phu và bài bản đã tạo điều kiện cho quân Đồng minh dễ dàng tấn công Sicilia. Ngay cả khi chiến dịch đánh chiếm Sicilia diễn ra, quân Đức vẫn cố thủ ở Sardinia và Hy Lạp suốt hơn hai tuần vì tin rằng, trận Sicilia chỉ là đòn "giương đông kích tây" cho một cuộc tấn công lớn hơn. Sa vào cạm bẫy "Thịt băm", Đức phải trả giá đắt và việc để mất Sicilia là một thảm họa.
Nhiều nhà sử gia cho rằng, dư âm của thất bại trên mặt trận Bắc Phi đã khiến người Italia mất hết nhuệ khí chiến đấu. Sức kháng cự của binh lính Italia khá yếu ớt, lực lượng bộ binh tấn công của Anh, Mỹ và Canada có thể tiến rất sâu vào trong lòng hòn đảo mà gần như không gặp phải bất cứ một sự kháng cự nào đáng kể. Ngoài ra, chiến thắng chóng vánh của quân Đồng Minh một phần cũng nhờ vào thế lực ngầm của các tổ chức tội phạm Mafia, khi quân Đồng Minh tiến vào hầu hết các binh lính Italia đều chủ động buông súng hoặc các ổ đề kháng bị vô hiệu hóa bởi chính lực lượng du kích địa phương mà thành phần chính là các thành viên của các tội chức tội phạm.